# George Raynor
George Raynor (13 de janeiro de 1907 — 24 de novembro de 1985) foi um futebolista e treinador inglês.

## Carreira
Ele dirigiu a Suécia na Copa do Mundo de 1950, sediada no Brasil, na qual a equipe terminou na 3ª colocação, e no vice-campeonato em casa, na de 1958. Antes, levou a seleção nórdica ao ouro nos Jogos Olímpicos de 1948.